# Chusaris roseolactea
Chusaris roseolactea là một loài bướm đêm trong họ Noctuidae.